# Bledius adamus
Bledius adamus är en skalbaggsart som beskrevs av Samuel Hubbard Scudder 1878. Bledius adamus ingår i släktet Bledius och familjen kortvingar. Inga underarter finns listade i Catalogue of Life.